# 社会福祉法
社会福祉法（しゃかいふくしほう、昭和26年3月29日法律第45号）は、社会福祉に関する日本の法律である。制定時の法律の題名は社会福祉事業法（しゃかいふくしじぎょうほう）で、平成12年法律第111号により法律の題名を改正。
所管官庁は、厚生労働省である。日本の社会福祉に関するあらゆる事項の共通基礎概念を定めた法律で福祉六法に影響を与えることから1990年代に抜本的改革を迫られた。当時において福祉八法の一つとして数えられる。日本の社会福祉学においては非常に重要な意味を持つ。

## 目的
- 社会福祉の推進を目的とする法律
- 社会福祉を目的とする事業・活動における共通項目を定めた法律
- 社会福祉における日本政府及び地方公共団体の義務を定めた法律
- 社会福祉に関わる事業（社会福祉事業）の種別や事業主体の制限（社会福祉法人）を定めた法律

## 構成
- 第1章 - 総則
- 第2章 - 地方社会福祉審議会
- 第3章 - 福祉に関する事務所
- 第4章 - 社会福祉主事
- 第5章 - 指導監督及び訓練
- 第6章 - 社会福祉法人
- 第7章 - 社会福祉事業
- 第8章 - 福祉サービスの適切な利用
- 第9章 - 社会福祉事業に従事する者の確保の促進
- 第10章 - 地域福祉の推進
- 第11章 - 社会福祉連携推進法人
- 第12章 - 雑則
- 第13章 - 罰則
- 別表

## 社会福祉事業
本法で定める社会福祉事業は、第1種社会福祉事業と第2種社会福祉事業に大別される。
- 第1種事業を行えるのは、政府機関、社会福祉法人、それに類するとされる機関（日本赤十字社など）に限られる。
- 第2種事業は、都道府県知事への届出で誰でも行うことができる（第69条）。

### 第1種社会福祉事業
- 共同募金 - 社会福祉法の中でも特別に別条で規定されている第1種社会福祉事業（113条。他の事業は第2条にて定義）

## 資格
- 社会福祉主事 - 行政における任用資格である